# Narcissus broussonetii
Narcissus broussonetii är en amaryllisväxtart som beskrevs av Mariano Lagasca y Segura. Narcissus broussonetii ingår i släktet narcisser, och familjen amaryllisväxter.
Artens utbredningsområde är Marocko. Inga underarter finns listade i Catalogue of Life.

## Bildgalleri

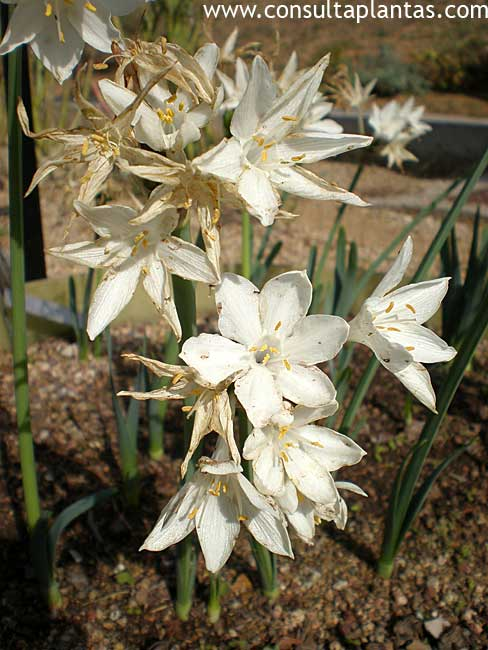